# Roquebrune, Gers
Roquebrune är en kommun i departementet Gers i regionen Occitanien i sydvästra Frankrike. Kommunen ligger i kantonen Vic-Fezensac som tillhör arrondissementet Auch. År 2022 hade Roquebrune 208 invånare.

## Befolkningsutveckling
Antalet invånare i kommunen Roquebrune
Referens:INSEE